# Ипох
Ипох (малајс. Ipoh) је главни град државе Перак на западу Малезије. Налази се око 200  северно од Куала Лумпура и 150  југоисточно од Џорџтауна. Према попису из 2020. било је 759.952 становника што га чини осмим градом по броју становника у Малезији.